# 横瀬成繁 (室町時代)
横瀬 成繁（よこせ なりしげ）は、室町時代後期から戦国時代にかけての武将。横瀬氏5代当主。岩松氏の重臣で筆頭家老。

## 生涯
横瀬国繁の子として誕生。
父・横瀬国繁と共に岩松家純の重臣として活動し、文明3年（1471年）の下野国攻めにも参戦している。家純とその孫・尚純との和解にも尽くし、岩松氏の後継者に迎え入れた。長享2年（1488年）、父の死により家督を継いで岩松氏執事となった。
明応4年（1495年）、尚純とその父・明純が長尾房清の支援を受け、成繁の金山城に攻め込むが金山城を死守、古河公方・足利成氏の仲介により和議を結んだ。この結果、尚純は隠居、子の昌純が岩松氏当主となり、成繁が権力を握った。
文亀元年（1501年）、死去。嫡男・景繁が継いだ。没年は永正8年（1511年）とも。